# Le Ranch
Pour l’article homonyme, voir Le Ranch (série télévisée).
Le Ranch (titre original : The Ranch) est un roman écrit par Danielle Steel, paru aux États-Unis en 1997 puis en France la même année.

## Résumé
À l'université, Mary Stuart, Tanya et Zoé étaient les meilleures amies du monde. Alors quand elles se retrouvent vingt ans après, dans ce ranch perdu dans les montagnes du Wyoming, elles ont beaucoup de choses à se raconter. Et si en apparence ce sont trois femmes heureuses, la vie n'a pas toujours été tendre avec chacune d'entre elles. Ces vacances ensemble dans cette résidence hôtelière vont être l'occasion d'un nouveau départ.

## Personnage
- Riche, belle, mariée à un grand avocat, Mary Stuart semble avoir tout pour être heureuse. Mais, depuis le drame qui l’a frappée un an plus tôt, Mary Stuart est une femme brisée et son mariage part à vau-l’eau.
- Superstar de la chanson adulée par des millions de fans, la vie de Tanya n’est pas aussi dorée qu’il y parait. Poursuivie par les paparazzis, harcelée par les médias, Tanya n’a pas un instant de tranquillité et sa vie sentimentale est un immense fiasco.
- Médecin de renom, spécialisée dans la lutte contre le sida, Zoé mène la vie qu’elle souhaite, surtout depuis qu’elle a adopté une adorable petite fille. Mais tout est remis en question quand Zoe doit faire face à une terrible nouvelle qui bouleverse sa vie.